# Edward Rutherfurd
Edward Rutherfurd, pseudonimo di Francis Edward Wintle (1948), è uno scrittore britannico.

## Biografia
Nato a Salisbury (Inghilterra) e laureato alle Università di Cambridge e Stanford, ha inizialmente lavorato nell'editoria. Rutherfurd risiede dall'inizio degli anni novanta a Dublino (Irlanda).
È l'autore di una serie di romanzi che hanno come argomento la storia di alcuni luoghi attraverso il loro sviluppo dalla nascita fino ai giorni nostri, facendo interagire personaggi e famiglie di sua invenzione con personaggi ed avvenimenti reali; un genere di romanzo storico il cui pioniere è stato James A. Michener.
Seguendo lo stile di Michener, Rutherfurd inventa da quattro a sei famiglie protagoniste dei romanzi e ne racconta la storia attraverso i relativi discendenti. Usando questa struttura, inserisce questi personaggi in reali situazioni storiche, facendoli interagire non solo fra di loro, ma anche con reali ed importanti figure di quel periodo. In questa maniera i romanzi di Rutherfurd ottengono anche un ruolo educativo.
I romanzi di Rutherfurd, generalmente lunghi non meno di 500 pagine (e spesso ben più di 1000), sono divisi in capitoli ciascuno dei quali rappresenta un diverso periodo nella storia dell'area geografica nel quale il romanzo si svolge. Nell'introduzione dei romanzi si trova sempre un albero genealogico dove ogni generazione di personaggi è collegata al corrispondente capitolo del romanzo.

## Romanzi
- Sarum [Sarum: Century of England], traduzione di Tilde Arcelli Riva, Mondadori, 1990  [1987].
- Russka [Russka], traduzione di Anna Luisa Zazo, Mondadori, 1994  [1991], ISBN 9788804351658.
- London [London], traduzione di Adriana Dell'Orto, Mondadori, 1999  [1997], ISBN 9788804422372.
- La foresta [The Forest], traduzione di Piero Spinelli e Annalisa Garavaglia, Mondadori, 2002  [2000], ISBN 9788804505129.
- I principi d'Irlanda [Dublin: Foundation], traduzione di Francesco Saba Sardi, Mondadori, 2008  [2004], ISBN 9788804534211.
- I ribelli d'Irlanda [Ireland: Awakening], traduzione di Francesco Saba Sardi, Mondadori, 2009  [2008], ISBN 9788804574422.
- New York [New York], traduzione di Stefano Viviani, Mondadori, 2010  [2009], ISBN 9788804612469.
- Paris [Paris], traduzione di Nicoletta Lamberti, Mondadori, 2021  [2014], ISBN 9788804647140.
- Cina [China], traduzione di Sara Crimi e Laura Tasso, Mondadori, 2021  [2021], ISBN 9788804739845.